# Walerian Sobolewski
Walerian Sobolewski (ur. 1897, zm. 1965) – polski przedsiębiorca, Sprawiedliwy wśród Narodów Świata.

## Życiorys
Urodził się w 1897. Przyszłą żonę – Rosjankę Anastazję poznał w Petersburgu.
Był właścicielem ogólnopolskiego przedsiębiorstwa zajmującego się instalacjami sanitarnymi i wodociągowymi.
W 1943 podczas II wojny światowej wraz z żoną przygarnęli i adoptowali uratowaną z getta warszawskiego Inkę Grynszpan. W tym samym roku trafił na Pawiak, ale szczęśliwie powrócił do domu. Sobolewscy mieszkali w Warszawie, a następnie – z obawy przed donosem – w Milanówku.
Po wojnie został oskarżony o sabotaż gospodarczy i skazany na śmierć. Więzienie opuścił w 1954. Dopiero po śmierci żony (1958) poinformował córkę o jej żydowskim pochodzeniu. Zmarł w 1965.
W 2006 Walerian i Anastazja Sobolewscy zostali uhonorowani pośmiertnie medalem Sprawiedliwy wśród Narodów Świata. Medal w ich imieniu odebrała, uratowana przez nich, Joanna.